# 车臣人
车臣人（羅馬化：Noxçiy，旧车臣文：Нахчой，羅馬化：Naxçoy；自称“纳赫乔人”，又称“切钦人”）是北高加索地区众多民族中人口最多的民族。在现代，所谓的车臣人有多种划分方法：比如，按照所生活的地域，可分为山地车臣人和平原车臣人或者用组成车臣社会的各个部落来加以区分。車臣是阿拉伯人在八世纪的伊朗文件中对他们的称呼，第一次出现在俄国記錄是1732年。車臣最早只是一个村庄。

## 詞源

### 車臣
根據傳統，俄語Чеченцы（Chechency）來自於車臣中部。

### 納赫喬
雖然車臣人用車臣一詞表示特定的地理範圍（車臣中部），車臣人自稱Nakhchiy（山地方言）和Nokhchiy（平原方言）。最早提到這個詞語的是格魯吉亞正教會宗主教西里爾·多瑙里，他在1310年提到了圖舍季人、阿瓦爾人和許多其他東北高加索民族中的Nakhche人。納赫喬（Nakhchiy）這個名字也被很多前蘇聯和現代的歷史學家與納希契凡城和Nakhchamatyan民族（在7世紀的亞美尼亞著作《地理》中被提到的薩爾馬提亞民族之一）聯繫到一起，然而歷史學家娜塔利婭·沃爾科娃認爲後一種聯繫是不可能的，並指出Nakhchmatyan一詞可能是被誤認爲了Iaxamatae，後者是一個托勒密的《地理學指南》中提到的一個薩爾馬提亞部落，與車臣人無關。

## 歷史
今天的车臣人主要分布在俄罗斯联邦车臣共和国境内；此外，在达吉斯坦共和国、印古什共和国、北奥塞梯共和国、斯塔夫罗波尔边疆区、卡尔梅克、伏尔加格勒、阿斯特拉罕、萨拉托夫、秋明、莫斯科等地都有车臣人。按照1989年最后一次全苏人口统计中显示车臣人主要居住在车臣 - 印古什共和国境内，总共为734501人，占苏联车臣人总数的76．8％。俄罗斯外，车臣人的分布情况是：哈萨克斯坦3.5万人，吉尔吉斯2000人，乌克兰18000人(大部分融入克里米亞韃靼人中)。除了前苏联地区以外，在约旦、土耳其、叙利亚、伊拉克、埃及、美国与加拿大等国家也有少量车臣人的后代。
实际上，在许多个世纪裡，车臣人几乎很少迁居到高加索地区以外。俄罗斯外的车臣人多半是在高加索战争之后、以及苏联时期的民族迁徙导致的结果。土耳其、约旦等国的车臣人是1864年沙皇俄国组织迁徙所造成的（与切尔克斯人也当作不服統治而流配），而中亚各国的车臣人则是1944年前后斯大林政府流放车臣人的结果。1991年1月进行的车臣一印古什共和国人口统计表明：车臣境内人口总共1270429人，其中车臣人734501人，印古什人163762人，俄罗斯人293771人，亚美尼亚人14824人，乌克兰人12637人，犹太人2651人，白俄罗斯人以及其他民族的人口为2577人。到1991年车臣宣布独立前后，车臣领导人以及媒体谈到车臣人口的时候，通常都号称100万人，当然，包括了车臣以及整个俄罗斯境内外的车臣族。“100万车臣人”，成为20世纪90年代车臣民族意识或潜意识的一部分。
在12世纪，车臣人曾经建立过自己的王朝，并与格鲁吉亚国家联系紧密；对于格鲁吉亚王室来说，与这个车臣王朝联姻，是很尊贵的事情。在当时，格鲁吉亚称车臣人为“杜尔祖克人”或者“祖尔祖克人”。车臣人称自己为诺赫奇或者诺赫乔，这个称谓在20世纪90年代以后又在车臣人生活中复活了。
由于历史原因，部份车臣人在1940年纳粹德国入侵苏联后积极帮助德军，此举招致时任苏共中央总书记斯大林在1944年以通敌为名将所有车臣人强制迁移到中亚的哈萨克斯坦和西伯利亚，迁移途中有15万车臣人非正常死亡，而直到1957年车臣人才被时任苏共中央第一书记赫鲁晓夫允许返回家乡。因此车臣人在1991年苏联解体前夕宣布脱离俄罗斯独立，此举直接导致1994年爆发第一次车臣战争和1999年爆发第二次车臣战争，而部分车臣独立武装分子则在俄罗斯境内制造多起恐怖袭击事件，例如2002年莫斯科歌剧院胁持事件和2004年别斯兰人质危机。
车臣人不是一开始就信仰伊斯兰教，而是最后接受伊斯兰教的北高加索民族。苏菲派为俄罗斯、格鲁吉亚境内和西亚穆斯林国家中车臣人的主要教派，而中亚五国的车臣人以哈乃斐派为主。此外，极少部分车臣人信奉基督教等。
生活在車臣地區的俄羅斯族穆斯林也被劃爲車臣人的一部分。